# 해리 크라우스
해리 윌리엄 "할" 크라우스(Harry William "Hal" Krause, 1888년 7월 12일 ~ 1940년 10월 23일)는 미국의 전 프로 야구 선수이다. 1900년대 후반과 1910년대 초반에 메이저 리그 베이스볼 (MLB)에서 투수로 활약했다. 5시즌 동안 필라델피아 애슬레틱스와 클리블랜드 냅스에서 뛰었다. 통산 85경기에 출전해 525⅓이닝을 던지며 36승 26패, 39완투 10완봉, 2.50의 평균자책점을 기록했다.